# Milo Jukić
Milo Jukić (Deževice kod Kreševa, 1966.) hrvatski je novinar i publicist iz BiH.

## Životopis
Bavi se književnošću, poviješću, etnologijom, publicistikom i dokumentarnim filmom. Književni radovi objavljivani su mu u BiH, Hrvatskoj, Srbiji, Crnoj Gori, Sloveniji, Rumunjskoj, Albaniji i Belgiji, a etnološki i povijesni u sarajevskim znanstvenim časopisima "Bosna franciscana" i "Hrvatska misao", u  "Hercegovini" (Filozofski fakultet Sveučilišta u Mostaru i Hrvatski institut za povijest Zagreb) te u "Croatici" (Flozofski fakultet Sveučilišta u Zagrebu). Autor je i mnogih predgovora, recenzija, prikaza i leksikografskih natuknica, kao i većeg broja publikacija (monografija, ljetopisa, vodiča, brošura i sl.), 
Triput je bio dobitnik nagrade Fondacije za izdavaštvo Sarajevo (Ministarstvo kulture i sporta FBiH): za roman "Samo jednom se gubi" (2012.), za knjigu pjesama "Od koložega do snežnika" (2015.), te za roman "Muke majstora Antona s Padove" (2020.), "Nagrade kreativnih događaja" UVKF (Ustanova Velenjska knjižna fundacija, Velenje, Slovenija) za 2013. godinu te nagrade Udruženja izdavača i knjižara BiH na 26. sajmu knjiga Sarajevo kao najbolji književni urednik u BiH za 2013. godinu. Uvršten u antologiju "Sublimisme balkanique" /poètes de Bosnie-Herzégovine/ (M.E.O., Bruxelles, 2014.). Član je Društva pisaca BiH. Od 2015. bio je i član PEN centra BiH, a iz članstva je, zbog grube politizacije i ideologizacije spomenutog udruženja, zajedno s većim brojem književnika, istupio u svibnju 2020. godine. 
Dobitnik je i Povelje za doprinos u očuvanju i obnovi kulturno-povijesnog naslijeđa BiH (Federalno ministarstvo kulture i sporta, 2019. godine).
Dugo godina bavio se novinarstvom (radio i TV-prilozi za "Glas Amerike", novinski prilozi i fotografije u brojnim dnevnim i tjednim novinama u BiH i Hrvatskoj). Na portalu "Bljesak" dosad je objavio više od 400 putopisa iz Albanije, Austrije, Bosne i Hercegovine, Bugarske, Crne Gore, Češke, Francuske, Grčke, Hrvatske, Italije, Mađarske, Makedonije, Njemačke, Rumunjske, Slovačke, Slovenije, Srbije i Švicarske.
Posljednjih godina prozu, poeziju te povijesne crtice objavljuje na web stranici Miljenka Jergovića.[]
Uredio je osam godišta ljetopisa "Lepenička dolina". Tajnik je Književne zaklade/fondacije "Fra Grgo Martić" i glavni urednik svih njenih izdanja. Živi u Kreševu (BiH).

## Djela

### Knjige (književnost)
- "Ožiljci i brazgotine" (zbirka poezije), CKO, Tešanj, 2010. godine
- "Tri dana u Karaševu/Trei zile la Caraşova" (putopisna proza), Caraşova/Karaševo (Rumunjska), 2011. godine  (dvojezično)
- "Samo jednom se gubi" (roman), TKD "Šahinpašić", Sarajevo, 2013. godine, "Klepsidra", Kreševo, 2014. godine
- "Od koložega do snežnika" (knjiga poezije), "Planjax", Tešanj, 2016. godine,[7]
- "Od Đerdapa pa do Jadrana" (putopisno-dnevnička proza), "Klepsidra", Kreševo, 2017. godine
- "Pitomošću okovano" (zbirka poezije), "Klepsidra", Kreševo, 2019. godine
- "Muke majstora Antona s Padove", "Planjax", Tešanj, 2021. godine

### Knjige (povijest i etnologija)
- "Deževice – pregled povijesnih zbivanja, toponomastika, sastav i podrijetlo stanovništva", 2001. godine
- "Etnološki i povijesni prilozi iz kreševskog kraja 1", 2008. godine
- "Znameniti i zaslužni Kreševljaci od najstarijih vremena do danas", 2011. godine
- "Kiseljak u starim razglednicama, fotografijama i arhivskim dokumentima", 2015. godine
- "Katolički rodovi župa Kreševo, Banbrdo (Lepenica), Kiseljak i Deževice 1742. – 1992.", 2015. godine, 1. i 2. dio
- "Katolički rodovi župe Fojnica 1742. – 1992", 2017. godine
- "Brnjaci" (monografija), 2019. godine
- "Župa Banbrdo-Lepenica" (monografija), 2019. godine
- "Kreševo – prozorčić u davnine", 2022. godine

### Film
- Dokumentarni film „Fra Grgo Martić – bosanski Homer" (scenarij, 2010.), neovisna produkcija
- Dokumentarni serijal „Bosna u franjevačkim ljetopisima“ (scenarij i režija, 2021.), 12 epizoda, BHT /državna televizija BiH/

## Vanjske poveznice
- Život na dlanu  Arhivirana inačica izvorne stranice od 20. studenoga 2010. (Wayback Machine)
- http://hrcak.srce.hr/index.php?show=clanak&id_clanak_jezik=163828